# Tinkelbel
Tinkelbel (ook bekend als Rinkelbel) is een personage in het toneelstuk en roman Peter Pan van J.M. Barrie.
Tinkelbel is een elfje dat in de toneelversies een klein spotlichtje was.
Op het filmdoek werd ze gespeeld door Virginia Brown Faire (in de stomme film Peter Pan van Herbert Brenon uit 1924), Julia Roberts (in Hook van Steven Spielberg uit 1991), Ludivine Sagnier (in Peter Pan uit 2003) en Yara Shahidi (in Peter Pan & Wendy uit 2023).

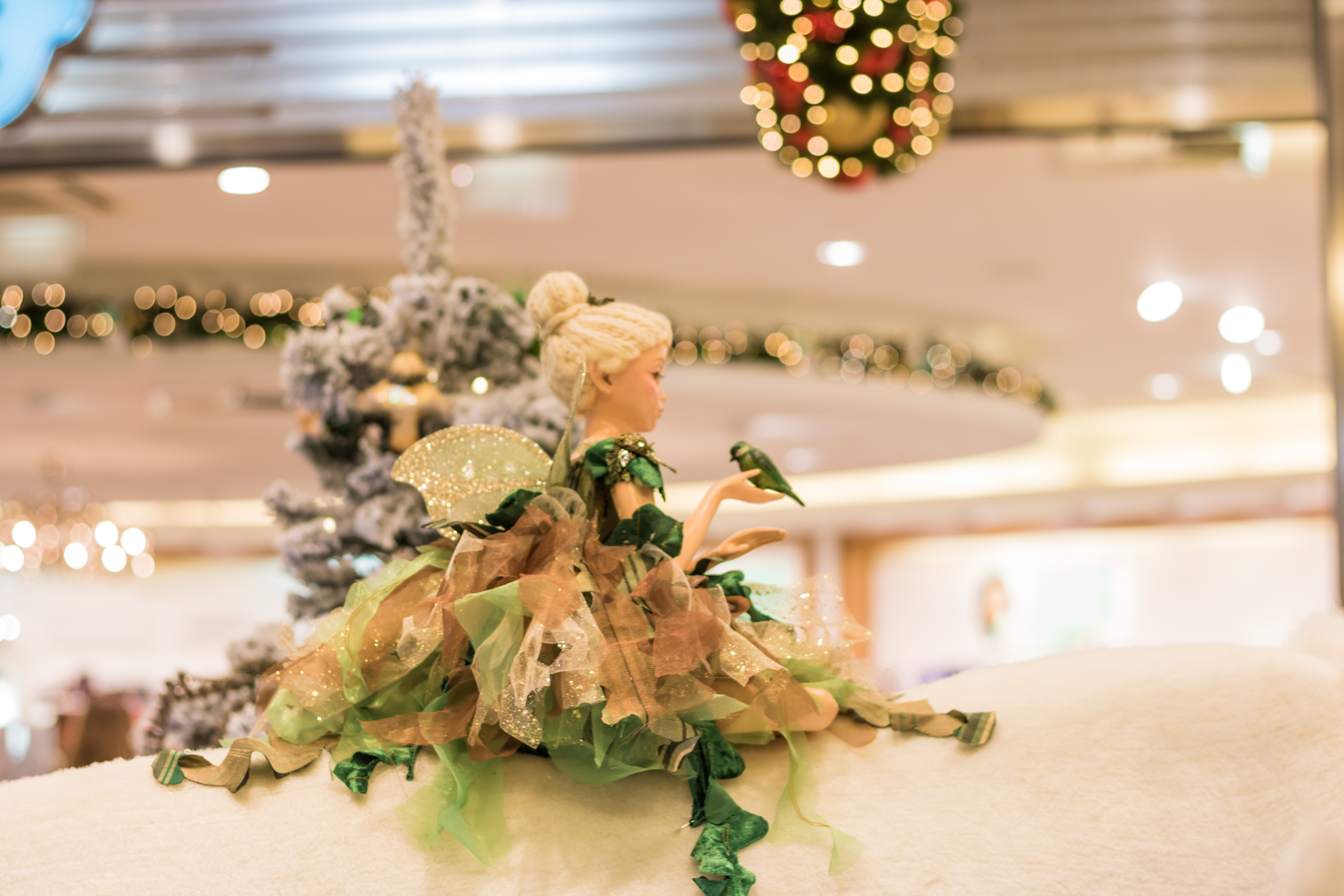
Tinkerbel als kerstversiering

## Tinkelbel bij Disney
Het kleine elfje of feetje is het allerbeste vriendinnetje van Peter Pan, die haar de koosnaam Tink heeft gegeven. Ze is erg jaloers van aard en daarom allesbehalve een fan van Wendy en Tijgerlelie.
Uiteindelijk gaat ze, uit nijd, zelfs een pact aan met kapitein Haak om ervoor te zorgen dat Wendy uit de weg wordt geruimd. Tinkelbel probeert Wendy te laten ombrengen bij aankomst in Nooitgedachtland, doordat ze de kornuiten van Peter Pan vraagt de zogenaamde vliegende Wendyvogel neer te schieten.
Om Tinkelbel in de Disneyfilmstudio's goed tot haar recht te laten komen was het noodzakelijk te werken met een bepaald soort goudverf, zodat het leek alsof Tinkelbels elfenstof daadwerkelijk glinsterde. Naar het schijnt stonk de verf verschrikkelijk.
Op 4 november 2008 is een Disneyfilm verschenen die alleen om het elfje draait: Tinker Bell. Hierin vecht Tinkelbel met haar talent. Ze is namelijk een knutselelfje en die mogen niet naar het mensenland. Tinkelbel doet er alles aan om toch naar het mensenland te mogen. Na deze film volgden nog meer films met Tinkelbel in de hoofdrol. De reeks bestaat inmiddels uit de volgende films:
- Tinker Bell (2008)
- Tinker Bell and the Lost Treasure (Tinkerbell en de verloren schat) (2009)
- Tinker Bell and the Great Fairy Rescue (Tinkerbell en de grote reddingsoperatie) (2010)
- Pixie Hollow Games (Tinkerbell en de elfenspelen) (korte televisiefilm, 2011)
- Secret of the Wings (Tinkerbell en het geheim van de vleugels) (2012)
- Pixie Hollow Bake Off (korte televisiefilm, 2013)
- The Pirate Fairy (Tinkerbell en de piraten) (2014)
- Tinker Bell and the Legend of the NeverBeast (Tinkerbell en de legende van het Nooitgedachtbeest) (2014)

Disney's Tinkelbel kreeg in 2010 een ster op de beroemde Hollywood Walk of Fame.

## Tinkelbel in Hook
In de speelfilm Hook wordt Tinkelbel gespeeld door Julia Roberts. In deze film traint Tinkelbel Peter opnieuw en krijgt een menselijk formaat. Peter Pan is inmiddels volwassen geworden en is zijn herinneringen aan zijn jeugd verloren, kapitein Haak heeft de kinderen van Peter en Moira (een kleindochter van Wendy Schat) ontvoerd naar Nooitgedachtland en er zijn nog maar drie dagen voordat het Grote Gevecht met kapitein Haak begint.

## Trivia
In Madame Tussauds in Londen is een wassen beeldje van Tinkelbel te zien.
- Library of Congress Control Number: nb2015005985
- Nationale bibliotheek van Australië: 63224973
- Nationale Bibliotheek van Israël: 987007564019205171
- Virtual International Authority File: 315181003
- WorldCat: E39PCjxXr7GdJKFhdwqmhXpvBP